# Salman bin Abdulaziz Al Saud
Salman bin Abdulaziz Al Saud (Rijad, 31. prosinca 1935.) kralj je Saudijske Arabije i skrbnik dviju svetih džamija. 
Salman, 25. sin kralja Abdulaziza, bio je zamjenik guvernera Rijada, a kasnije guverner Rijada 48 godina od 1963. do 2011. Tada je imenovan ministrom obrane. 
Prijestolonasljednikom Saudijske Arabije imenovan je 2012. godine nakon smrti svog brata Nayef bin Abdulaziza. Salman je postao kralj 2015. godine, nakon smrti svog polubrata, kralja Abdullaha. Nakon smrti očeva 17. sina Mutaiba bin Abdulaziza u prosincu 2019. godine, on je najstariji preživjeli sin kralja Abdulaziza. 
Njegove glavne kraljevske inicijative uključuju saudijsku intervenciju u jemenskom građanskom ratu i uredbu iz 2017. kojom se saudijskim ženama omogućuje vožnja. Njegov sin, prijestolonasljednik Mohammed bin Salman Al Saud, smatra se de facto vladarom Saudijske Arabije i vodio je mnoge reforme u zemlji, kao i izazivao brojne kontroverze, uključujući uhićenje članova saudijske kraljevske obitelji 2017. i ubojstvo Jamala Khashoggija. 

## Rani život
Salman je rođen 31. prosinca 1935. godine, a navodno je 25. sin Abdulaziza, prvog monarha i osnivača Saudijske Arabije. Odgojen je u palači Murabba. Salman je rano obrazovanje stekao u glavnom gradu Rijadu. Studirao je religiju i modernu znanost.

## Guverner Rijada
Salman je 17. ožujka 1954. imenovan zamjenikom guvernera provincije Rijad, star 19 godina, i obnašao je dužnost do 19. travnja 1955. Za provincijskog guvernera imenovan je 5. veljače 1963., a na tom je mjestu ostao do 5. studenoga 2011. Kao guverner, doprinio je razvoju Rijada od srednjega grada do velike urbane metropole. Služio je kao važna veza za privlačenje turizma, kapitalnih projekata i stranih ulaganja u svoju zemlju. Favorizirao je političke i ekonomske odnose sa Zapadom. Tijekom Salmanovih pet desetljeća kao guvernera Rijada, postao je vješt u upravljanju osjetljivom ravnotežom plemenskih i kneževskih interesa koji određuju saudijsku politiku. Kralj Salman također je poduzeo nekoliko inozemnih turneja dok je bio guverner. 1974. posjetio je Kuvajt, Bahrein i Katar kako bi ojačao odnos Saudijske Arabije s tim zemljama. Tijekom posjeta Montrealu u Kanadi 1991. godine otvorio je galeriju. Godine 1996. primio ga je u Elizejskoj palači u Parizu tadašnji francuski predsjednik Jacques Chirac. Iste godine obišao je Bosnu i Hercegovinu dajući donacije muslimanskim građanima zemlje. Kao dio azijske turneje 1998. godine, Salman je posjetio Pakistan, Japan, Brunej i Kinu.

## Kralj Saudijske Arabije
2015. Salman je naslijedio prijestolje nakon što mu je polubrat Abdullah umro od upale pluća u dobi od 90 godina. Novi kralj objavio je izjavu u kojoj je stajalo "Njegovo visočanstvo Salman bin Abdulaziz Al Saud i svi članovi obitelji i narod žali skrbnika dviju svetih džamija kralja Abdullaha bin Abdulaziza, koji je preminuo jutros točno u 1 sat. " Svog mlađeg polubrata, Muqrina bin Abdulaziza, imenovao je prijestolonasljednikom. U veljači 2015. primio je princa Charlesa tijekom njegove šestodnevne turneje po Bliskom istoku. Oni su "razmijenili srdačne razgovore i razmotrili bilateralne odnose" između zemalja.

## Privatni život
Salman bin Abdulaziz ženio se tri puta. Od 2017. ima trinaestero djece. Salmanu je bilo devetnaest godina kad mu se rodilo prvo dijete, Fahd. 2020. bio je podvrgnut uspješnoj operaciji žučnog mjehura.

## Vanjske poveznice
|  | Zajednički poslužitelj ima još gradiva o temi Salman bin Abdulaziz Al Saud |